# Zonata
Zonata fue una banda de Power metal de la ciudad de Borås, Suecia, creada en el año 1998. Se dedican al heavy metal clásico, del estilo de grupos como Helloween pero principalmente Iron Maiden que fue su principal influencia. Su sello es el Century Media.

## Historia
Zonata surge a partir de los hermanos Johannes (voz) y Jhon Nyberg (guitarra), con Jonas Hagström como mánager de la banda.
En agosto de 1998 grabaron su primer demo, llamado “The Copenhagen Tapes” en el estudio de SDC/DanDisc. La producción estaba a cargo de Christian Skrivèro en Copenhague. El tiraje inicial fue de 500 copias, algunas de las cuales habían sido enviadas para obtener los primeros shows y resúmenes en la prensa. La cinta había sido vendida para el año 1999. Después de que la banda agradara a los lectores de la revista Rock Hard con “Gate Of Fear”, fue convocada por la revista junto a otras bandas que también estaban comenzando.
luego firmaron un contrato con Century Media por todo un año e hicieron una gira pequeña a Suecia, que terminó con una presentación perfecta juntando a Stratovarius y Heaven's Gate.
En verano de 1999, el quinteto comenzó agrabar su primer disco en la ciudad alemana de Bühne. El disco fue llamado “Tunes Of Steel”,y fue producido por Andy Classen. Luego de esto, la banda se dedicaría a componer su segundo trabajo, en la que redujo su formación a cuatro integrantes con la salida del segundo guitarrista, Henke Carlsson. Nuevamente en estudio, la banda grabó once nuevas canciones para “Reality”, su segundo álbum.
“Buried Alive”, es el nombre del tercer álbum, saliendo a la venta en el 2002. En abril de 2003, Zonata anunció oficialmente el cese de sus actividades, debido a problemas entre sus integrantes.

## Última alineación
- Johannes Nyberg - Voces y teclados.
- John Nyberg - Guitarra
- Niclas Karlsson - Guitarra (Freternia, Crystal Eyes, Fierce Conviction)
- Mattias Asplund - Bajo
- Mikael Hornqvist - Batería (ex IronWare)

## Otros miembros
- Johan Elving - Bass (1998-1999)
- Daniel Dalhqvist - Drums (1998)
- Henrik Carlsson - Guitar (1998-2000)

## Discografía
- 1998 - Copenhagen Tapes - Demo
- 1999 - Tunes of Steel - Full-length
- 2001 - Reality - Full-length
- 2002 - Buried Alive - Full-length
- 2007 - Exceptions - Best of/Compilation

- Datos: Q2399731